# Interstate 865
Interstate 865 (afgekort I-865) is een van oost naar west verbinder in het noordwesten van Indianapolis in de staat Indiana. De weg werd hernoemd in 2002 om te voorkomen dat de I-465 met zichzelf zou kruisen. Dit stukje was vroeger ook bekend als Dog Leg. De belangrijke plaatsen die langs de I-465 liggen zijn Eagle Township en Zionsville.